# Retaule ceràmic de la Verge dels Desemparats i florer (Vilamalur)
El retaule ceràmic de la Verge dels Desemparats i florer, a Vilamalur, a la comarca de l'Alt Millars és un panell ceràmic ritual, catalogat, de manera genèrica, com Bé de Rellevància Local segons la Disposició Addicional Cinquena de la Llei 5/2007, de 9 de febrer, de la Generalitat, de modificació de la Llei 4/1998, d'11 de juny, del Patrimoni Cultural Valencià (DOCV Núm. 5.449 / 13/02/2007).

## Descripció
El conjunt forma un retaule de forma rectangular vertical, d'1,6 x 6 metres, constituït per un total de 21 peces, a més d'altres residuals, sent la grandària de cada peça (que és de forma quadrada) 0,2 metres de costat. La fornícula en la qual s'emmarca és senzilla, de marc pla i està emblanquinada, rematant-se en punta amb vessant a dues aigües. Se situa sobre una font pública, de dues canelles, amb traça i abrevadero de fàbrica de pedra, mentre que la resta de la font està construït amb maó arrebossat i emblanquinat.
Es tracta d'un retaule format per dos panells, el superior on es representa un gerro, consistent en un vas de color marró i forma d'àmfora de coll llarg, en el qual estan dipositades tres roses de color malva i gran talla, un gessamí i diverses petites flors grogues, així com detalls de verd. En l'inferior es representa a la Verge, sobre una peanya de reduïdes dimensions, envoltada de núvols que resplendeixen per efecte d'uns llamps. La imatge porta un mantell de forma cònica i color blanc decorat amb brodats daurats. El Nen en braços, sobre l'esquerre, mentre que les típiques azucenas es col·loquen a la mà dreta de la Verge, que presenta joies per engalanar-se, així com corona de considerable grandària, sobre la qual es descriu un cel estrellat. El conjunt es complementa amb els nens, representació dels innocents, als peus de la imatge.
En el retaule es poden veure les inscripcions en el panell de la Verge, a les rajoles de la part inferior: "NA. SA. DE LOS DESAMPARADOS". A més, en altres rajoles a part, que presenten fins i tot orla pròpia, pot llegir-se una altra llegenda: "ESTA FUENTE SE EDIFICO EN EL / AÑO 1912 / A EXPENSAS DE TODO EL PUE- / BLO SIENDO ALCALDE / DON MIGUEL ALEGRE PEREZ".
L'obra es troba a la frontal de la Font pública situada a la plaça del Conill 2, malgrat estar pràcticament íntegre, es pot observar que la peça núm. 3 del Gerro està trencada i que hi ha lascas, encara que siguin de caràcter irrellevant, en zona inferior les rajoles de la Verge. El retaule que s'emmarca en una fornícula que es troba en perfecte estat de conservació, posseeix un elevat risc de ser destruït, ja que es troba en una zona una aïllada en una població que queda molt reduïda a l'hivern.